# Das leuchtende Ziel
Das leuchtende Ziel (Originaltitel: One Night of Love) ist ein US-amerikanischer Musicalfilm mit der Opernsängerin Grace Moore in der Hauptrolle unter der Regie von Victor Schertzinger aus dem Jahr 1934 der Columbia Pictures. Grace Moore erhielt auf der Oscarverleihung 1935 eine Oscarnominierung als beste Darstellerin, der Film darüber hinaus noch fünf weitere Nominierungen. Die Erstaufführung in Deutschland erfolgte in Bremen am 3. Mai 1935.

## Handlung
Die junge Sängerin Mary Barrett eröffnet ihren verblüfften Eltern, dass sie New York City verlassen wird, um in Mailand Musik und Gesang zu studieren. Kaum in Mailand angekommen, trifft Mary auf Giulio Monteverdi, der ihren Gesang hört und ihr Talent erkennt. Beide kommen überein, eine strikt professionelle Beziehung zu führen. Bald schon tourt Mary durch die einige Opernhäuser in der Provinz. Nach einiger Zeit wird es der jungen Frau, die mittlerweile ein bekannter Star ist, leid, dass ihr gesamtes Leben von Giulio geregelt wird. Bei einem Gastspiel in Wien treffen sie auf Lally, die vor einigen Jahren Giulios Schülerin gewesen war und vergeblich versucht hatte, ihn zu verführen. Allerlei Missverständnisse führen Mary zu der Annahme, Lally habe dieses Mal mehr Erfolg. Von Eifersucht gepackt, trifft sich Mary mit Bill Houston, einem treuen Verehrer und nimmt dessen Heiratsantrag an.
Am Abend ist große Gala in der Wiener Staatsoper. Mary ist eine Sensation und ihre fulminante Interpretation der Arie La Barrett aus Georges Bizets Carmen bringt ihr das langersehnte Engagement an der Metropolitan Opera. Giulio warnt Mary, sie sei noch nicht reif für einen solchen Auftritt. Beide streiten sich, und zu allem Überfluss löst auch noch Bill die Verlobung. Am Premierenabend an der Met als Cho-Cho San aus Madame Butterfly ist Mary so nervös, dass sie fast in Ohnmacht fällt. Gerade als sie die Vorstellung absagen will, entdeckt sie Giulio und fasst neuen Mut. Der Abend wird ein rauschender Erfolg und Mary findet am Ende das Glück in Giulios Armen.

## Hintergrund
Grace Moore war bereits ein bekannter Name in der Opernwelt. Ihr Ruhm basierte jedoch eher auf ihrer außergewöhnlichen Schönheit als auf ihrem gerade in den Höhen etwas unsicheren Sopran. Mit dem Aufkommen des Tonfilms bekam sie ein Engagement nach Hollywood. MGM setzte sie 1930 in zwei erfolgreichen Produktionen ein, Jenny Lind über die bekannte schwedische Sopranistin und New Moon, die Verfilmung der gleichnamigen Operette von Sigmund Romberg an der Seite von Tenor Lawrence Tibbett ein. Ihr Vertrag wurde gegen Ende des Jahres bereits wieder gelöst. Neben dem nachlassenden Interesses des Publikums an Operetten kam hinzu, dass Moore ein erhebliches Gewichtsproblem entwickelte. Die aufgebrachte Diva verließ die Stadt im Zorn und schaffte in den nächsten drei Jahren ein fulminantes Comeback in New York City, wo sie 1932 in der amerikanischen Uraufführung der Carl Millöcker/Theo Mackeben Operette Die Dubarry auftrat.
Harry Cohn, Vorsitzender der Columbia Pictures, hatte Moore in der Premiere gesehen; als die Sängerin einige Monate später ein Gastspiel in Los Angeles gab, bot er ihr einen Filmvertrag mit einer Gage von 25.000 US-Dollar pro Film an. Moore stand zu dem Zeitpunkt noch in Verhandlungen mit MGM als Partnerin von Maurice Chevalier in der Ernst-Lubitsch-Verfilmung von Die lustige Witwe. Am Ende konnten sich die beiden Schauspieler jedoch nicht einigen, wer von ihnen zuerst im Vorspann angekündigt werden sollte und die Rolle ging an Jeanette MacDonald. Moore unterschrieb stattdessen bei Columbia und die Probleme begannen vom ersten Tag an. Zuerst konnten sich beide Seiten nicht auf ein geeignetes Drehbuch einigen. Daneben gab es große Unsicherheit, ob ein Film mit klassischer Musik überhaupt sein Publikum finden würde. Als ein Versuch fehlschlug, den Vertrag mit Moore aufzulösen, befahl Harry Cohn schließlich Everett Riskin ein Skript zu finden. Dazu kamen regelmäßige Temperamentsausbrüche von Moore, die die Dreharbeiten nicht immer einfach gestalteten. Die Musik für den Film enthielt Arien aus Carmen sowie das bekannte Un Bel Di aus Madame Butterfly. Daneben sang Moore zum ersten Mal den folkloristisch angehauchten Titel Ciri Biri Bin, der zur Erkennungsmelodie für den Rest ihrer Laufbahn werden sollte.
Die Kosten für die Produktion beliefen sich am Ende auf 200.000 US-Dollar und trotz anfänglicher Bedenken wurde One Night of Love ein uneingeschränkter finanzieller Erfolg für das Studio. Als erster Film von Columbia überhaupt wurde der Film von der Kinokette Loews in die Erstverwertung genommen. Loews nahmen nur prestigeträchtige A-Filme in die Vermarktung auf und orientierten ihr Programm eher an den Geschmack des Publikums in den Großstädten des Landes. Die Entscheidung bedeutete einen erheblichen Imagegewinn für Columbia, die bislang im Ruf standen, nur zweite Wahl unter den Filmstudios zu sein. Grace Moore drehte danach noch einige weitere erfolgreiche Musicals, deren Erfolg mithalfen, klassische Musik in Filmen populär zu machen.

## Kritik
In der New York Times war eine begeisterte Rezension zu lesen:

„Grace Moore präsentiert sich nicht nur als erfolgreiche Prima Donna, die einige Opernarien singt, sondern auch als durchaus qualifizierte Komödiantin. Der Film […] ist federleichte Unterhaltung und dem Charme und dem Talent der Hauptdarstellerin angemessen.“

## Auszeichnungen
Der Film ging mit sechs Nominierungen in die Oscarverleihung 1935 und gewann zwei Trophäen sowie einen Sonderpreis.
Gewonnen:
- Beste Filmmusik – Louis Silvers (Columbia Studio Music Department)
- Bester Ton – John Livadary (Columbia Studio Sound Department)

Der Film erhielt darüber hinaus den
- Preis für Technische Verdienste: Columbia Pictures Corporation (for their application of the Vertical Cut Disc method (hill and dale recording) to actual studio production, with their recording of the sound on the picture One Night of Love)

Nominierungen:
- Bester Film des Jahres 1934
- Beste Hauptdarstellerin – Grace Moore
- Beste Regie – Victor Schertzinger
- Bester Schnitt – Gene Milford